# Ainus
Ainus ou ainos (Ainu: アィヌ, Аину, Aynu; Japonês: アイヌ Ainu; Russo: Айны Ajny), em textos históricos japoneses conhecidos como Ezo (蝦夷, Ezo), são um grupo étnico indígena do Japão (Hokkaido e historicamente Tohoku) e da Rússia (ilhas Curilas, Sacalina e Kamchatka).
O número oficial de ainus é 25 mil, mas não-oficialmente estimado em 200 mil, pois muitos ainus foram assimilados às sociedades japonesa e russa e não possuem conhecimento de sua ancestralidade ou a omitem de propósito.

## História

### Pré-moderno
Pesquisas recentes sugerem que a cultura ainu surgiu da mistura das culturas Okhotsk, Satsumon e Pós-Jomon/Zoku-Jomon. Em 1264, os ainus invadiram as terras do povo Nivkh, controlados pela dinastia Yuan da China, resultando em conflitos entre os ainus e os chineses. Contatos ativos entre os japoneses e os ainus de Ezo (atual Hokkaido) iniciaram no século XIII. Os ainus eram caçadores-coletores, subsistindo principalmente da caça e da pesca. Sua religião era baseada em fenômenos naturais.
Durante o período Muromachi (1336–1573), as disputas entre os ainus e os japoneses se tornaram uma guerra. Takeda Nobuhiro matou um líder ainu, Koshamain. Isto levou à Revolta de Koshamain, em 1456.
Durante o período Edo (1601–1868), os ainus, que controlavam a parte norte de Hokkaido, se envolveram cada vez mais no comércio com os japoneses, que controlavam a parte sul da ilha. O Xogunato Tokugawa concedeu direitos exclusivos de comércio com os ainus ao clã Matsumae. Mais tarde, o clã começou a conceder direitos de negócios a comerciantes japoneses e o contato entre os ainus e os japoneses tornou-se mais comum. Neste período, os ainus tornaram-se cada vez mais dependentes de produtos importados pelos japoneses e sofriam de epidemias, como a varíola. Apesar do contato criado pelo comércio entre os dois povos ter levado a um entendimento mútuo, também levou a conflitos que às vezes se intensificavam em rebeliões violentas. A mais importante foi a Revolta de Shakushain (1669–1672), uma rebelião contra a autoridade japonesa. Outra rebelião de larga escala foi a Batalha de Menashi-Kunashir em 1789.

### Restauração Meiji e posteriormente
No século XVIII, havia 80 mil ainus. Em 1868, havia aproximadamente 15 mil ainus em Hokkaido, 2 mil em Sacalina e por volta de 100 nas ilhas Curilas.
O início da Restauração Meiji em 1868 foi um ponto crítico para a cultura ainu. O governo japonês introduziu várias reformas políticas, sociais e econômicas na esperança de modernizar o país no estilo ocidental. Uma das inovações envolveu a anexação de Hokkaido. Sjöberg cita o relato de Baba (1980) sobre o pensamento do governo japonês:
... O desenvolvimento da grande ilha japonesa ao norte tinha vários objetivos: Primeiro, era visto como um meio de defender o Japão contra uma Rússia expansionista e que se desenvolvia rapidamente. Segundo ... ofereceu uma solução para o desemprego da antiga classe samurai ... Finalmente, o desenvolvimento prometia produzir os recursos naturais necessários para uma economia capitalista em crescimento.
Em 1899, o governo japonês aprovou um decreto que categorizava os ainus como "antigos aborígenes", com a ideia de que eles seriam assimilados—isto resultou no governo japonês tomando a terra em que viviam os ainus e a colocando desde então sob o controle do Japão. Poucos anos antes, em 1871, foi concedida cidadania japonesa aos ainus, porém visando o desenvolvimento de Hokkaido em detrimento do modo de vida ainu, que se deteriorou.

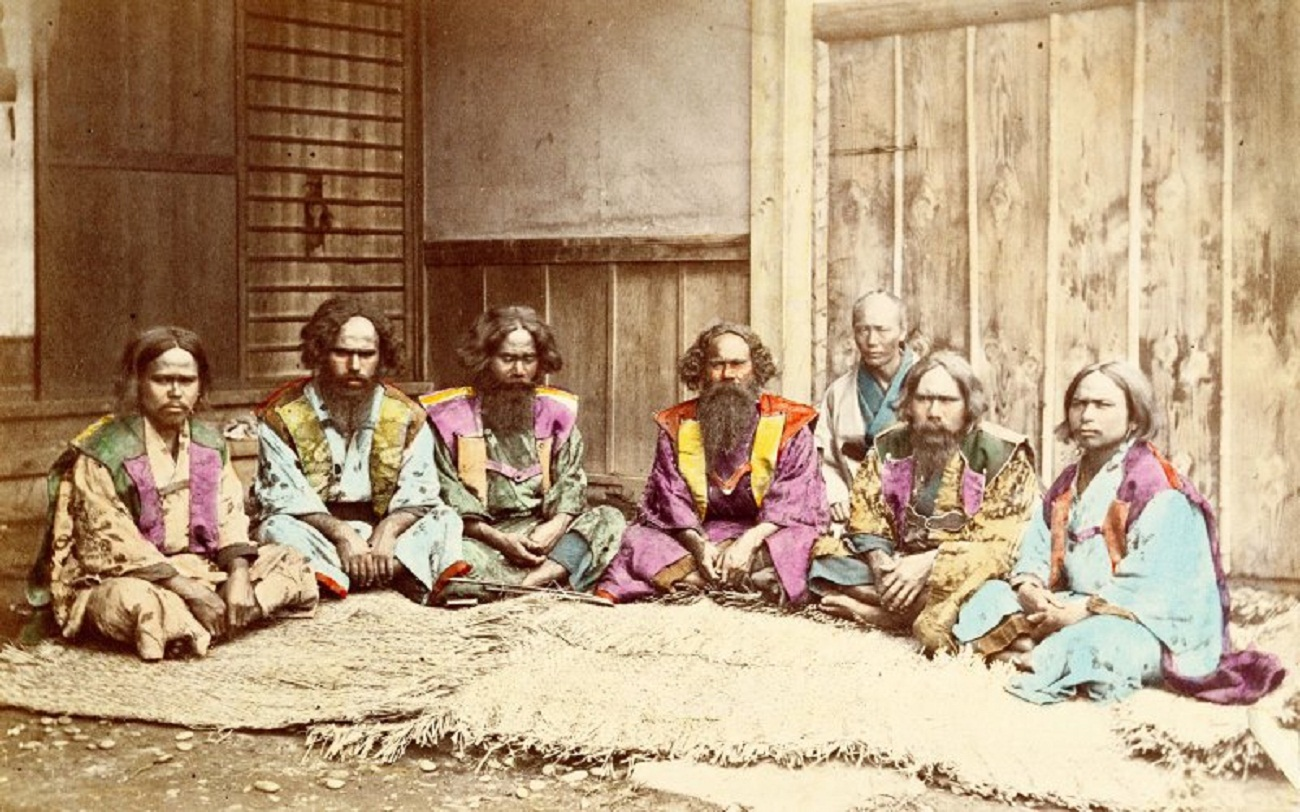
Um grupo de ainu, em cerca de 1870

Os ainus se tornaram cada vez mais marginalizados em sua própria terra — em pouco mais de apenas 36 anos, os ainus foram de um grupo relativamente isolado com sua própria terra, língua, costumes e religião assimilados nos dos japoneses. Além disso, a terra em que os ainus viviam foi distribuída para japoneses que decidiram viver em Hokkaido, encorajados pelo governo japonês para tomar proveito dos recursos naturais abundantes da ilha e para criar e manter fazendas no modelo industrial ocidental. Enquanto naquele tempo o processo era abertamente referido como colonização ("takushoku" 拓殖), tal conceito foi depois reformulado pela elite japonesa para a usagem atualmente comum de "kaitaku" (開拓), que em vez disso transmite o significado de abertura ou recuperação das terras dos ainus. Além disto, fábricas, como moinhos de farinha, cervejarias e práticas de mineração resultaram na criação de infraestrutura, como estradas e linhas ferroviárias, durante um período de desenvolvimento que durou até 1904. Durante este tempo, os ainus foram forçados a aprender japonês, a adotar nomes japoneses e a abandonar suas práticas religiosas, como o sacrifício de animais e tatuagens.
O decreto de 1899 foi substituído em 1997—até então, o governo não admitia a existência de minorias étnicas, neste marco legal reconheceu-se pela primeira vez o direito ainu ao usufruto de suas distintas cultura e tradição. Em 2008 o parlamento japonês os reconhece enquanto grupo indígena, mas somente em abril de 2019 o Japão formalmente realiza tal reconhecimento.
Acredita-se que a maioria dos colonos japoneses compeliu mulheres ainus a serem suas parceiras e esposas. O casamento com japoneses era aprovado pelos ainus para diminuir a discriminação de sua descendência. Como resultado, muitos são indistinguíveis dos japoneses, mas alguns ainu-japoneses se interessam na cultura ainu tradicional. Há várias pequenas cidades na parte sudeste de Hokkaido (região de Hidaka) em que atualmente vive certo número de ainus, como Nibutani.
Seu etnônimo mais conhecido é derivado da palavra aynu, que significa "humano" (em contraste com kamuy, seres divinos), alguns também se identificam como Utari ("companheiro" na língua ainu). Documentos oficiais utilizam ambos os nomes.

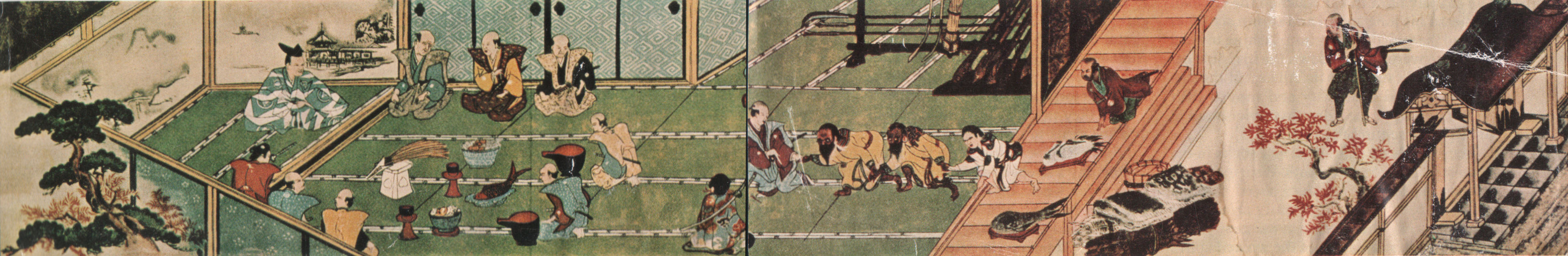
Um grupo de ainus levando presentes a japoneses em 1751, próximo a Hakodate, Hokkaido

### Reconhecimento oficial no Japão

Mapa da distribuição dos ainus em Hokkaido

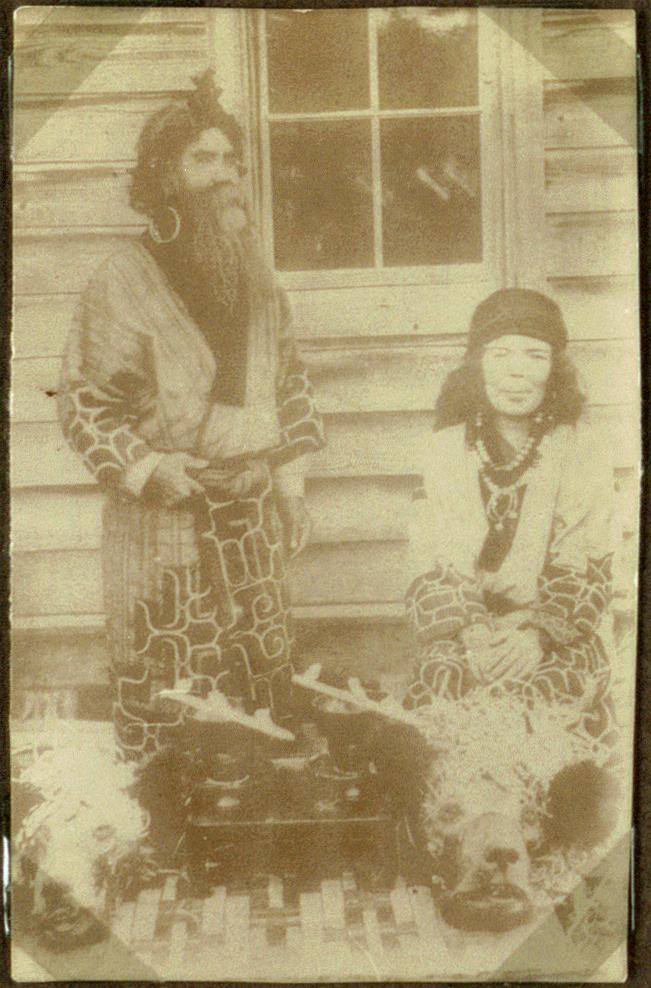
Um casal ainu no Japão (1914)

Em 6 de junho de 2008, a Dieta Nacional do Japão aprovou uma resolução bipartidária e não vinculante, exigindo que o governo reconhecesse os ainus como indígenas do Japão, e instigando um fim para a discriminação contra o grupo. A resolução reconheceu o povo ainu como "um povo indígena com língua, cultura e religião distintos". O governo imediatamente seguiu com uma declaração confirmando o reconhecimento, dizendo "O governo gostaria de solenemente aceitar o fato de que muitos ainus sofreram discriminação e foram forçados à pobreza com o avanço da modernização, apesar de serem legalmente iguais aos japoneses.". Em fevereiro de 2019, o governo japonês consolidou o status legal do povo ainu ao aprovar uma lei que oficialmente os reconhece como um povo indígena. Além disso, o projeto de lei visa simplificar os procedimentos para obter várias permissões das autoridades em relação ao estilo de vida tradicional dos ainus.

### Reconhecimento oficial na Rússia
Como resultado do Tratado de São Petersburgo (1875), as ilhas Curilas, juntamente com os habitantes ainu, passaram para a administração japonesa. Um total de 83 ainus das Curilas do norte chegaram em Petropavlovsk-Kamchatski em 18 de setembro de 1877, após terem decidido ficar sob o comando da Rússia. Eles recusaram a oferta dos oficiais russos para mudar-se a novas reservas nas Ilhas Komandorski. Finalmente, um tratado foi feito em 1881 e os ainus decidiram estabelecer-se no vilarejo de Yavin. Em março de 1881, o grupo deixou Petropavlovsk e iniciou a jornada a pé até Yavin. Quatro meses depois, eles chegaram em seus novos lares. Sob o governo soviético, ambos os vilarejos foram forçados a se desfazer e os moradores foram mudados ao assentamento agrícola de Zaporozhye (de maioria russa) no Raion de Ust-Bolsheretsky. Como o resultado de casamentos entre as três etnias – russos, ainus e Itelmen – houve a formação da comunidade Kamchadal. Em 1953, K. Omelchenko, o ministro da proteção de segredos militares e do estado na URSS, baniu a imprensa de publicar qualquer informação sobre os ainus vivendo na URSS. Esta ordem foi revogada vinte anos depois.
Em 2015, os ainus das Curilas do norte the Zaporozhye formavam o maior subgrupo ainu na Rússia. O clã Nakamura (ainu das Curilas do sul no lado paterno), o menor grupo, tem apenas seis integrantes que residem em Petropavlovsk. Em Sacalina, poucas dúzias de pessoas se identificam como ainus, mas muitos mais com ascendência parcial não reconhecem isso. A maioria dos 888 japoneses vivendo na Rússia (de acordo com o censo de 2010) são de ascendência mista ainu-japonesa, apesar de não reconhecerem isso (ascendência total japonesa os dá acesso livre e sem visto para o Japão).
No censo de 2010 da Rússia, cerca de 100 pessoas tentaram se registrar como ainus, mas o conselho governante do Krai de Kamtchatka recusou suas reivindicações e os categorizou como Kamchadals. Em 2011, o líder da comunidade ainu em Kamchatka, Alexei Vladimirovich Nakamura, pediu para que Vladimir Ilyukhin (governador de Kamchatka) e Boris Nevzorov (presidente da Duma Estatal) incluíssem os ainus na lista de "Povos indígenas de número reduzido do Norte, da Sibéria e do Extremo Oriente". Este pedido também foi recusado.
Os ainus do Oblast de Sacalina e do Krai de Khabarovsk não estão politicamente organizados. De acordo com Alexei Nakamura, em 2012, apenas 205 ainus vivem na Rússia (de 12 pessoas que se identificaram como ainu em 2008) e eles, juntamente dos Kamchadals das Curilas (Itelmen das Ilhas Curilas), estão lutando por reconhecimento oficial. Já que os ainus não são reconhecidos na lista oficial de povos vivendo na Rússia, eles são categorizados como pessoas sem nacionalidade, como russos (étnicos) ou Kamchadal.
Os ainus deram ênfase ao fato de que eles eram os nativos das Ilhas Curilas e que os japoneses e os russos eram invasores. Em 2004, a pequena comunidade de ainus russos no Krai de Kamchatka enviaram uma carta a Vladimir Putin, pedindo que ele repensasse qualquer decisão de conceder as Ilhas Curilas do sul ao Japão. Na carta eles culparam os japoneses, os russos czaristas e os soviéticos por crimes contra os ainus, como assassinatos e assimilação, e também pediram que ele reconhecesse o genocídio dos japoneses contra o povo ainu—que foi rejeitada por Putin.

## Origem
Os ainus são frequentemente considerados descendentes diretos do povo Jōmon, que viveu no Japão durante o período Jōmon (~14 000 a.C. a 300 d.C.). Um de seus Yukar Upopo diz que "os ainus viveram neste lugar centenas de milhares de anos antes da chegada dos Filhos do Sol".

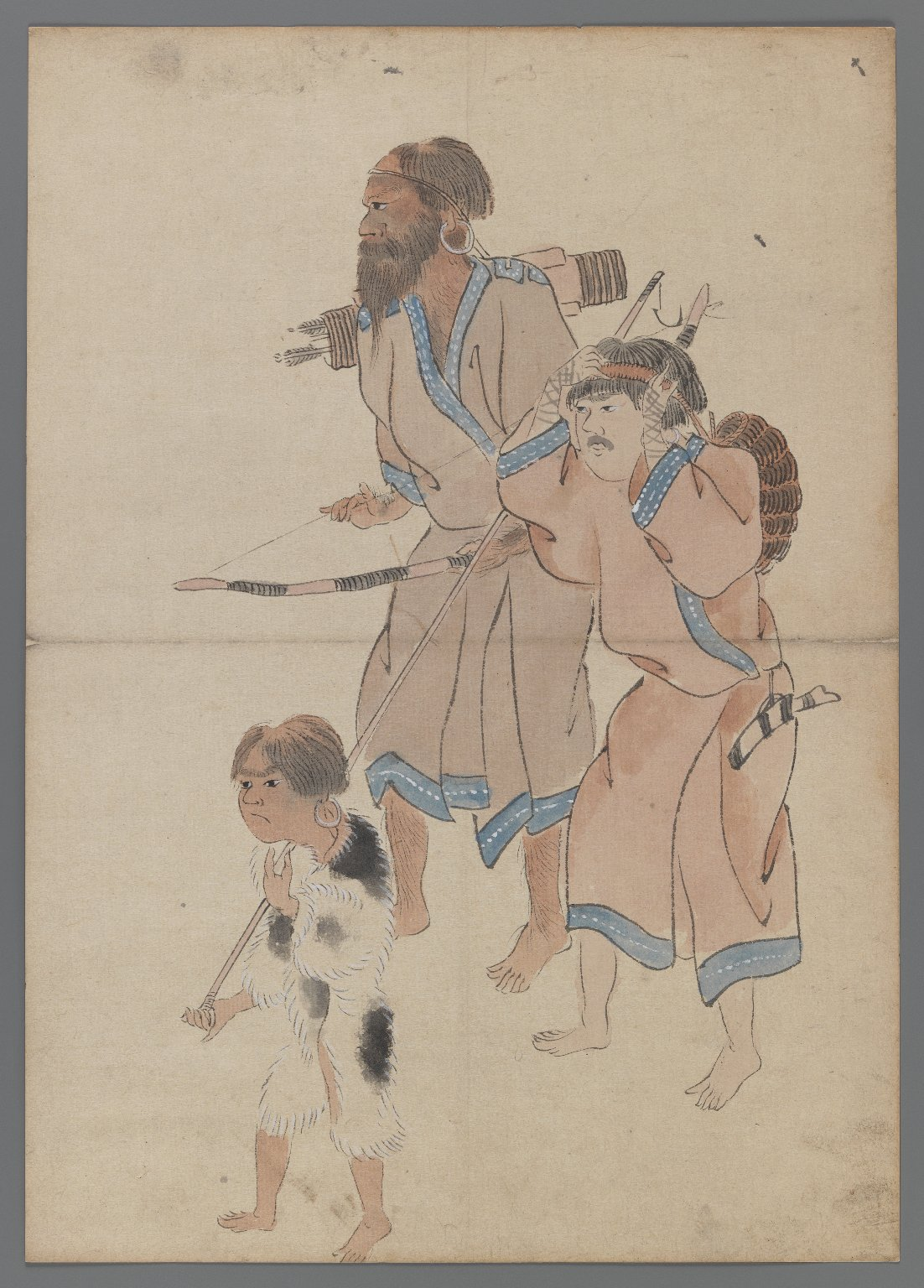
Caçadores ainus, século XIX

Pesquisas recentes sugerem que a cultura ainu resultou da união entre as culturas Okhotsk e Satsumon (considerada derivada de culturas do período Jōmon).
Ainus puros, comparados com os Yamato (japoneses), geralmente possuem pele mais clara e mais pelos corporais. Muitos estudiosos antigos propuseram uma ancestralidade caucasiana, mas testes de DNA recentes não mostram nenhuma similaridade com europeus modernos.
O antropólogo Joseph Powell da Universidade do Novo México escreveu "...nós concordamos com as visões de Brace e Hunt (1990) e de Turner (1990) de que os ainu são uma população do Sudeste Asiático derivada dos antigos povos Jomon do Japão, que têm afinidades genéticas mais próximas aos asiáticos do sul do que com Eurasiáticos ocidentais".
Uma pesquisa de DNA autossomal de 2017 resultou no agrupamento dos ainus e de outros remanescentes Jōmon com os asiáticos do nordeste (Sibéria Oriental).
Mark J. Hudson, professor de antropologia na Universidade Nishikyushu, em Kanzaki, Saga, defende que o Japão foi povoado por uma população "Proto-Mongol" no período pleistoceno que se tornou o povo Jōmon, e que suas características podem ser vistas nos ainus e nos ryukyuanos.
Em 1893, o antropólogo Arnold Henry Savage Landor descreveu os ainus como tendo olhos profundos e com o formato típico dos europeus, com um grande e saliente arco superciliar, grandes orelhas, hirsutos e propensos à calvície, nariz levemente aquilino com grandes e largas narinas, maçãs do rosto salientes e bocas médias.
Omoto demonstrou que os ainus são muito mais próximos dos outros grupos do Oriente (anteriormente mencionados como mongólicos) do que com qualquer grupo caucasiano baseado em impressões digitais e morfologia dental.
Um estudo baseado em características cranianas e genéticas sugere que a origem dos ainus tenha sido no norte da Ásia.
Turner descobriu restos do povo Jōmon no Japão que pertenciam ao padrão sundadonte, que é tipicamente encontrado em povos do sudeste asiático, como os aborígenes taiwaneses, filipinos, vietnamitas, indonésios, tailandeses, borneanos, laosianos e malaios. Uma recriação do mapa feito por William W. Howells, professor de antropologia na Universidade de Harvard mostra populações não-mongólicas indicadas por N (negritos) e A (australoides de Wallacea, da Melanésia e da Austrália). O grupo sundadonte compreende os povos do sudeste asiático e outros povos do Japão (ainu). O grupo sinodonte compreende populações da Coreia, do Japão, da China, da Mongólia e da Sibéria.
Os homens ainus possuem cabelo ondulado abundante e normalmente possuem longas barbas. O livro Vida e Lendas Ainu, por Kyōsuke Kindaichi, contém descrições físicas dos ainus:
Muitos possuem cabelos ondulados, mas alguns têm cabelos lisos e pretos. Muito poucos têm cabelos ondulados de cor castanha. Suas peles geralmente são descritas como marrom-clara. Mas isto é pelo fato de que eles trabalham no mar e sob ventos marinhos durante todo o dia. Idosos que desistiram há tempos de seus trabalhos ao ar livre são frequentemente tão brancos quanto os homens ocidentais. Os ainus possuem rostos largos, sobrancelhas salientes e grandes olhos profundos, que são geralmente horizontais e do tão chamado tipo Europeu. Olhos do tipo Mongoliano são dificilmente encontrados entre eles.

### Genética
Testes genéticos mostram que os ainus pertencem principalmente ao haplogrupo D-M55 (Y-DNA). O haplogrupo D1b é encontrado pelo arquipélago japonês, com altas frequências nos ainus e, em menor grau, nos ryukyuanos. Os únicos lugares fora do Japão em que o haplogrupo D é comum são o Tibete, na China, e as Ilhas Andamão, no Oceano Índico.

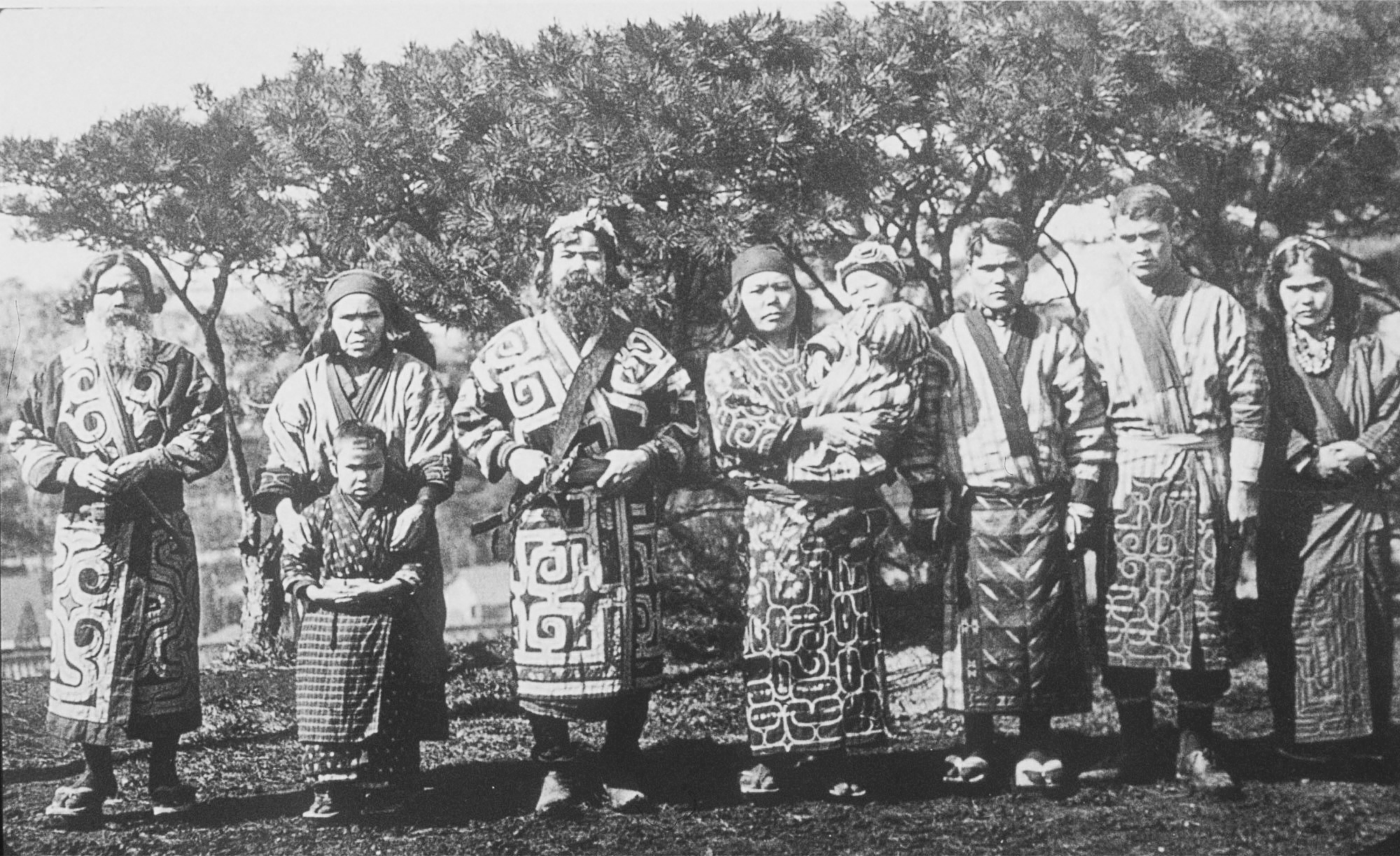
Foto dos ainus tirada no ano de 1904

Um estudo por Tajima e associados (2004) encontraram duas amostras entre quinze (ou 12,5%) homens ainu que pertenciam ao haplogrupo C-M217, que é o haplogrupo mais comum entre populações indígenas da Sibéria e da Mongólia. Hammer e associados (2006) testaram quatro amostras de homens ainu e descobriram que um deles pertencia ao haplogrupo C-M217. Alguns pesquisadores especulam que esta minoria pertencente ao haplogrupo C-M217 entre os ainus deve refletir um grau de influência genética unidirecional dos Nivkhs, um povo do norte de Sacalina e da parte adjacente do continente com os quais os ainus possuem interações culturais de longa data.
Baseado em análises de amostras de um grupo de 51 ainus modernos, suas linhagens de mtDNA (DNA mitocondrial) consiste principalmente do haplogrupo Y (11/51 = 21,6%, de acordo com Tanaka e associados, 2004, ou 10/51 = 19,6%, de acordo com Adachi e associados, 2009, que citaram Tajima e associados, 2004), haplogrupo D (9/51 = 17,6%, particularmente D4(xD1)), haplogrupo M7a (8/51 = 15,7%) e haplogrupo G1 (8/51 = 15,7%). Outros haplogrupos de mtDNA detectados nestas amostras incluem A (2/51), M7b2 (2/51), N9b (1/51), B4f (1/51), F1b (1/51) e M9a (1/51). Os indivíduos restantes das amostras foram classificados como pertencentes ao macro-haplogrupo M. De acordo com Sato e associados (2009), que estudaram os mtDNAs das mesmas amostras de ainus modernos (n=51), os haplogrupos de mtDNA mais frequentes nos ainus são N9 (14/51 = 27.5%, incluindo 10/51 Y e 4/51 N9(xY)), D (12/51 = 23.5%, incluindo 8/51 D(xD5) e 4/51 D5), M7 (10/51 = 19.6%), e G (10/51 = 19.6%, incluindo 8/51 G1 e 2/51 G2); os haplogrupos menos frequentes são A (2/51), B (1/51), F (1/51), e M(xM7, M8, CZ, D, G) (1/51). Estudos publicados em 2004 e 2007 mostram que frequência combinada de M7a e N9b foram observadas em indivíduos Jōmon e são especuladas como suas contribuições maternas a 28% em ryukyuanos (7/50 M7a1, 6/50 M7a(xM7a1), 1/50 N9b), 17.6% nos ainus (8/51 M7a(xM7a1), 1/51 N9b), e de 10% (97/1312 M7a(xM7a1), 1/1312 M7a1, 28/1312 N9b) a 17% (15/100 M7a1, 2/100 M7a(xM7a1)) nos Yamato.
Uma avaliação recente de tratos craniais sugere que os ainus se assemelhem mais aos Okhotsk do que aos Jōmon. Isto está de acordo com teorias sobre a cultura ainu ser resultado da convergência entre as culturas Okhotsk e Satsumon. Um estudo genético recente revela que os povos geneticamente mais próximos dos ainus são os ryukyuanos, seguidos pelos Yamato e pelos Nivkh.

## Cultura

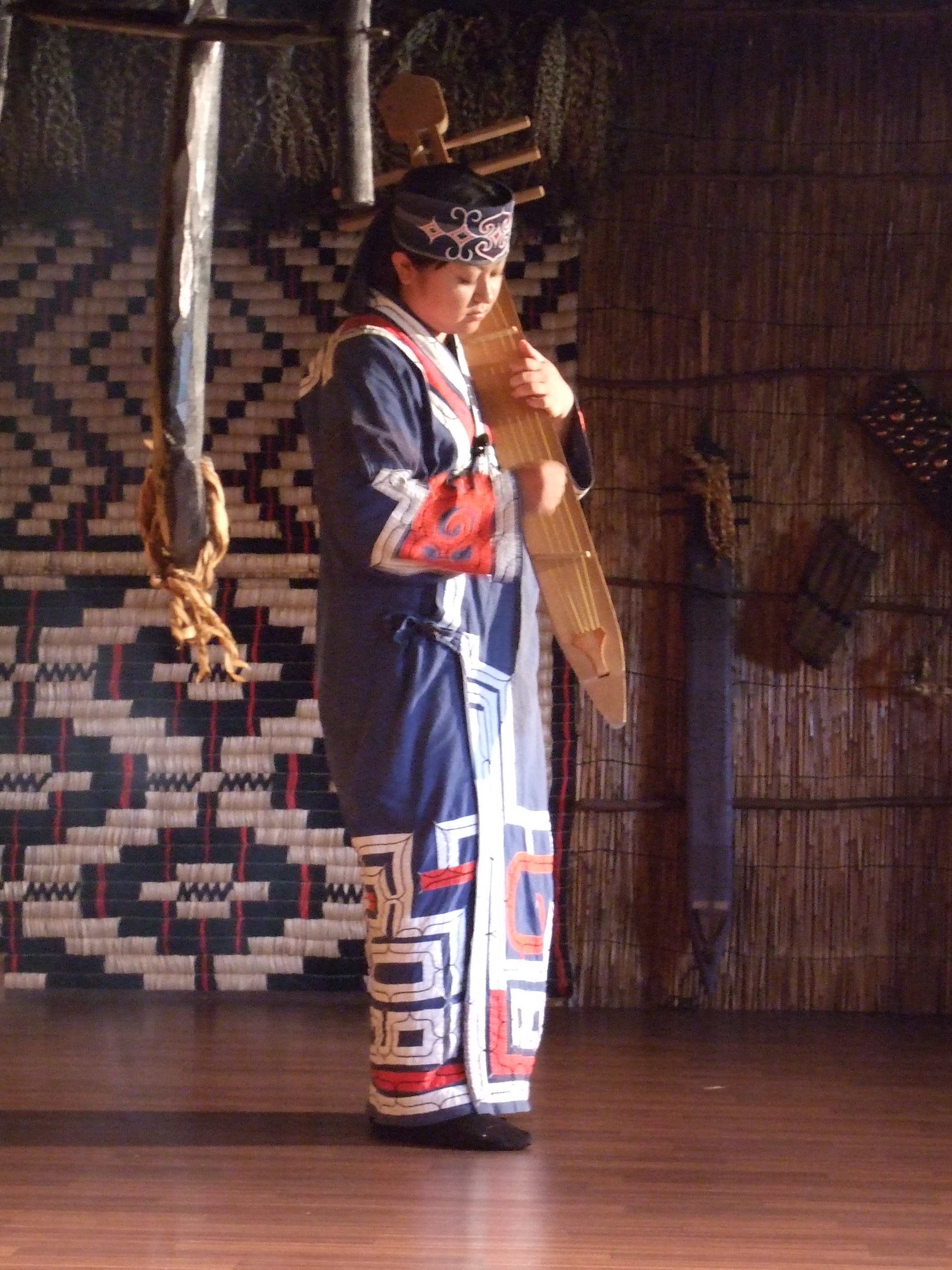
Mulher tocando um tonkori

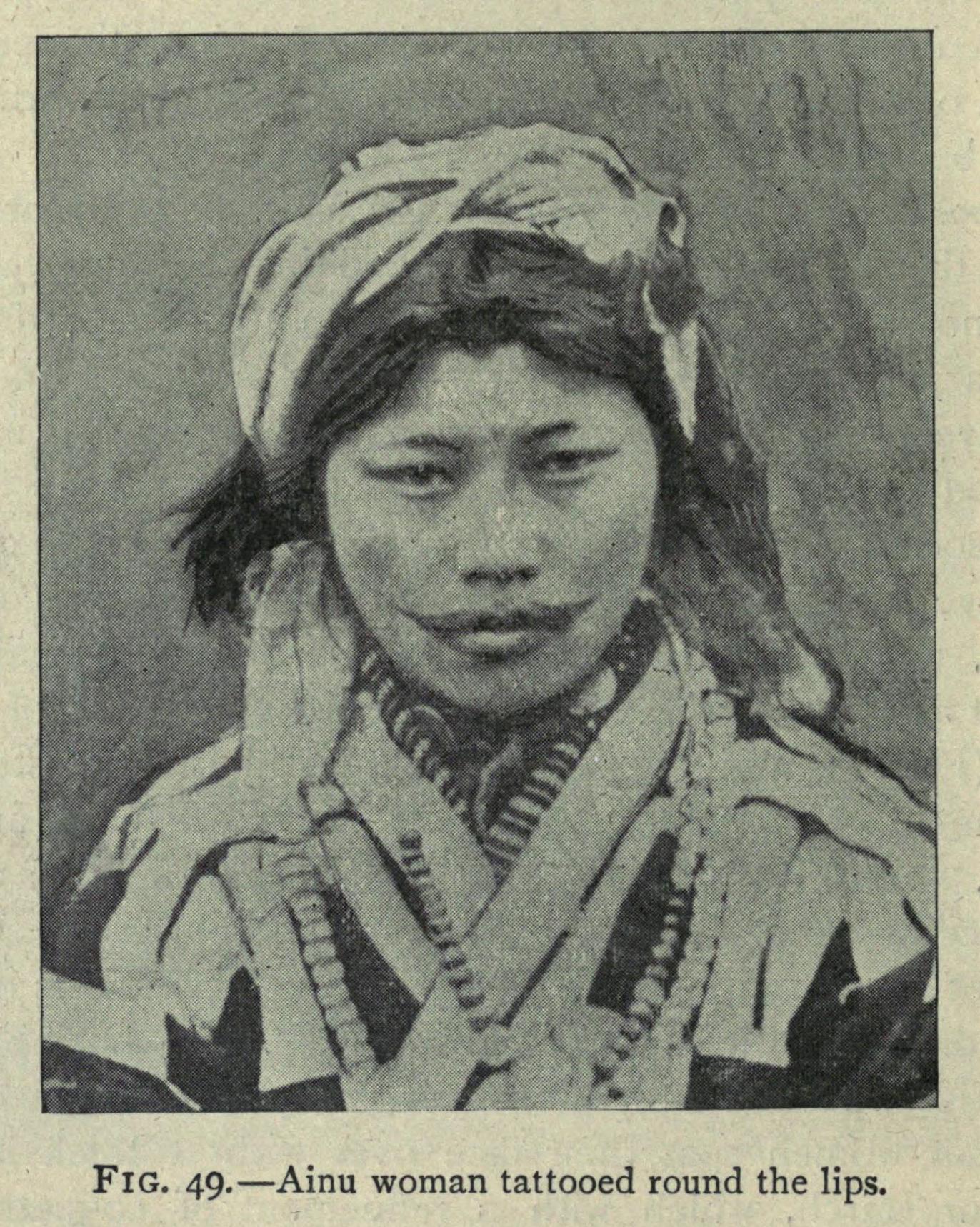
Mulher com a boca tatuada

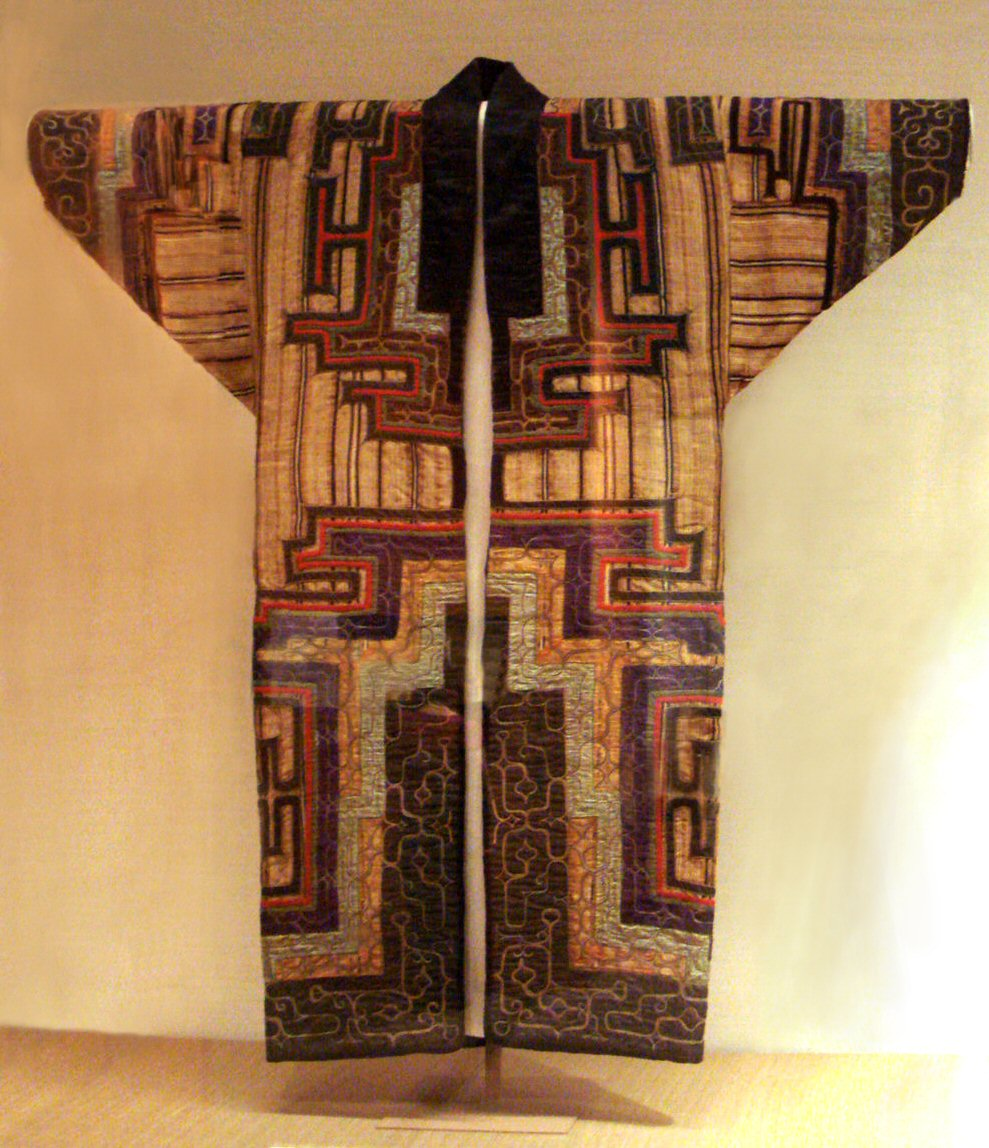
Veste cerimonial ainu

A cultura tradicional ainu era diferente da dos japoneses. Após uma certa idade, os homens deixavam de se barbear e exibiam barbas volumosas. Tanto homens quanto mulheres cortavam o cabelo no comprimento dos ombros, aparados em forma de semicírculo na parte de trás. As mulheres tatuavam a boca e, por vezes, os antebraços. As tatuagens da boca eram iniciadas na idade jovem, começando com um pequeno ponto no lábio superior, que gradualmente aumentava de tamanho. A fuligem depositada num pote pendurado sobre uma fogueira de cascas de bétula era usada para dar a cor. A vestimenta tradicional era tecida a partir da casca interior de olmo e era chamada de attusi ou attush. Eram feitas em vários estilos e geralmente consistiam em uma túnica simples com mangas retas, que era dobrada ao redor do corpo e amarrada com uma faixa em volta da cintura. As mangas terminavam no pulso ou no antebraço e o comprimento geralmente chegava nas panturrilhas. As mulheres também vestiam roupas de baixo japonesas.
No inverno, as peles de animais eram vestidas, com perneiras de pele de veado. Em Sacalina, as botas eram feitas com pele de cão ou de salmão. Tanto homens quanto mulheres usavam brincos feitos de videiras. As mulheres usavam um colar frisado chamado de tamasay.
Sua culinária tradicional consiste em carne de urso, raposa, lobo, texugo, boi ou cavalo e também de peixe, galinha, painço, vegetais, ervas e raízes. Nunca comiam carne crua; era sempre assada cozida.
As habitações tradicionais eram cabanas de palha, a maior de 6 metros quadrados, sem divisórias e com uma cova para fogueiras no centro. Não havia chaminé, apenas um buraco no ângulo do telhado; havia uma janela no lado leste e duas portas. A casa do líder da aldeia era usada como local de reunião quando necessário. Outro tipo de casa tradicional ainu era chamada de cise.

### Caça
Os ainus caçavam do fim do outono até o início do verão. Os motivos eram, entre outros, que no final do outono, a coleta de plantas, a pesca de salmão e outros meios de adquirir alimento acabavam e os caçadores encontravam presas nos campos e montanhas em que as plantas haviam definhado.
Uma aldeia possuía uma área de caça própria ou várias aldeias caçavam numa área compartilhada (iwor). Penas graves eram impostas em qualquer forasteiro que invadisse as áreas de caça.

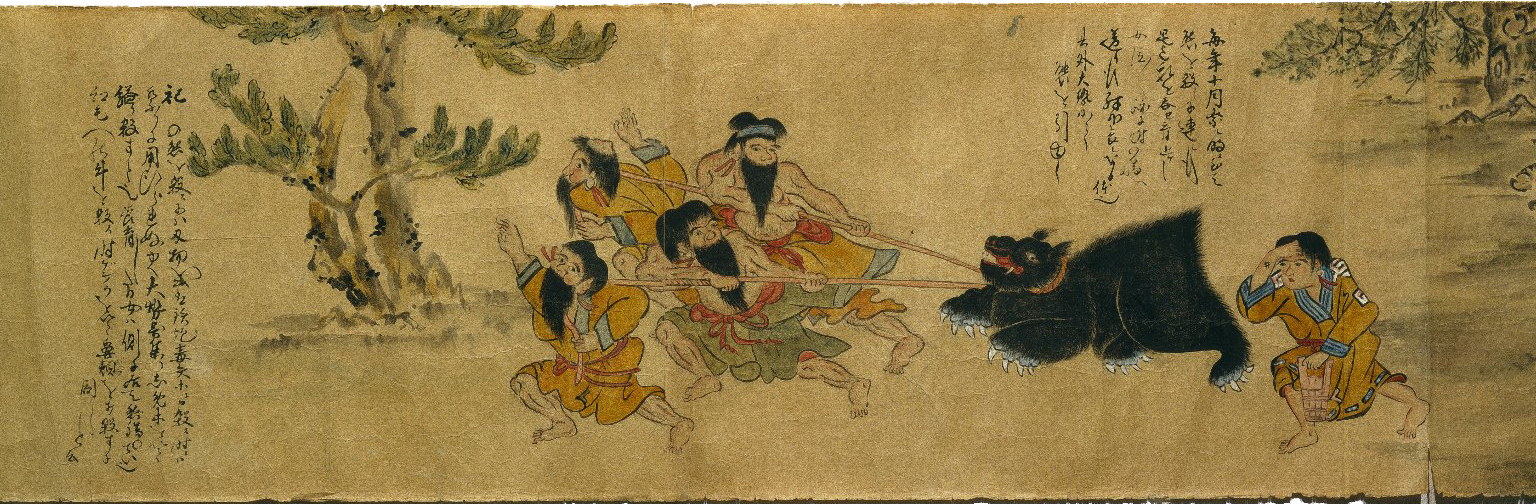
Caçada de um urso, século XIX

Os ainus caçavam com flechas e lanças com pontas envenenadas. O veneno, chamado de surku, era feito a partir das raízes e talos de acônito. A receita do veneno era um segredo que diferia de acordo com a família. O veneno era melhorado com misturas de raízes e talos de Apocynum, suco fervido de mekuragumo, matsumomushi, tabaco e outros ingredientes. Também usavam de ferrões de arraias ou da pele que os cobria.
As caçadas eram feitas em grupo acompanhados de cães. Antes da caça de animais como o urso em particular, eles rezavam para Kamuy Huci e para o deus guardião da casa para enviar seus desejos de uma caça farta e segura a Kimun Kamuy.
Os ursos geralmente eram caçados durante o degelo na primavera, quando estavam fracos por não terem comido durante a hibernação. Caçadores ainus alvejavam ursos hibernantes ou que tinham acabado de sair de suas tocas de hibernação. Quando caçavam ursos no verão, usavam uma armadilha de mola carregada com uma flecha, chamada de amappo. Flechas eram geralmente usadas para caçar veados.

### Ornamentos
Os homens usavam uma coroa chamada de sapanpe para cerimônias importantes. O sapanpe era feito de fibra de madeira com feixes de madeira parcialmente raspada. Essa coroa tinha figuras em madeira de deuses animais e outros ornamentos no centro. Os homens carregavam um emush (ou emusi) pendurada por uma alça (emush at) em seus ombros.
As mulheres usavam matanpushi (ou matanpusi), bandanas bordadas e ninkari, brincos. Os ninkari eram argolas de metal com uma pequena esfera. Matanpushi e ninkari eram originalmente usados por homens, mas mulheres passaram a usá-los. Aventais chamados de maidari são parte das roupas formais das mulheres, mas alguns relatos antigos dizem que homens também os usavam. As mulheres por vezes usavam braceletes chamados de tekunkani.
As mulheres usavam colares chamados de rektunpe, longas e finas faixas de tecido com placas de metal decorativas. Elas usavam colares que chegavam ao peito chamados de tamasay ou de shitoki, geralmente feitos de esferas de vidro.

### Habitação

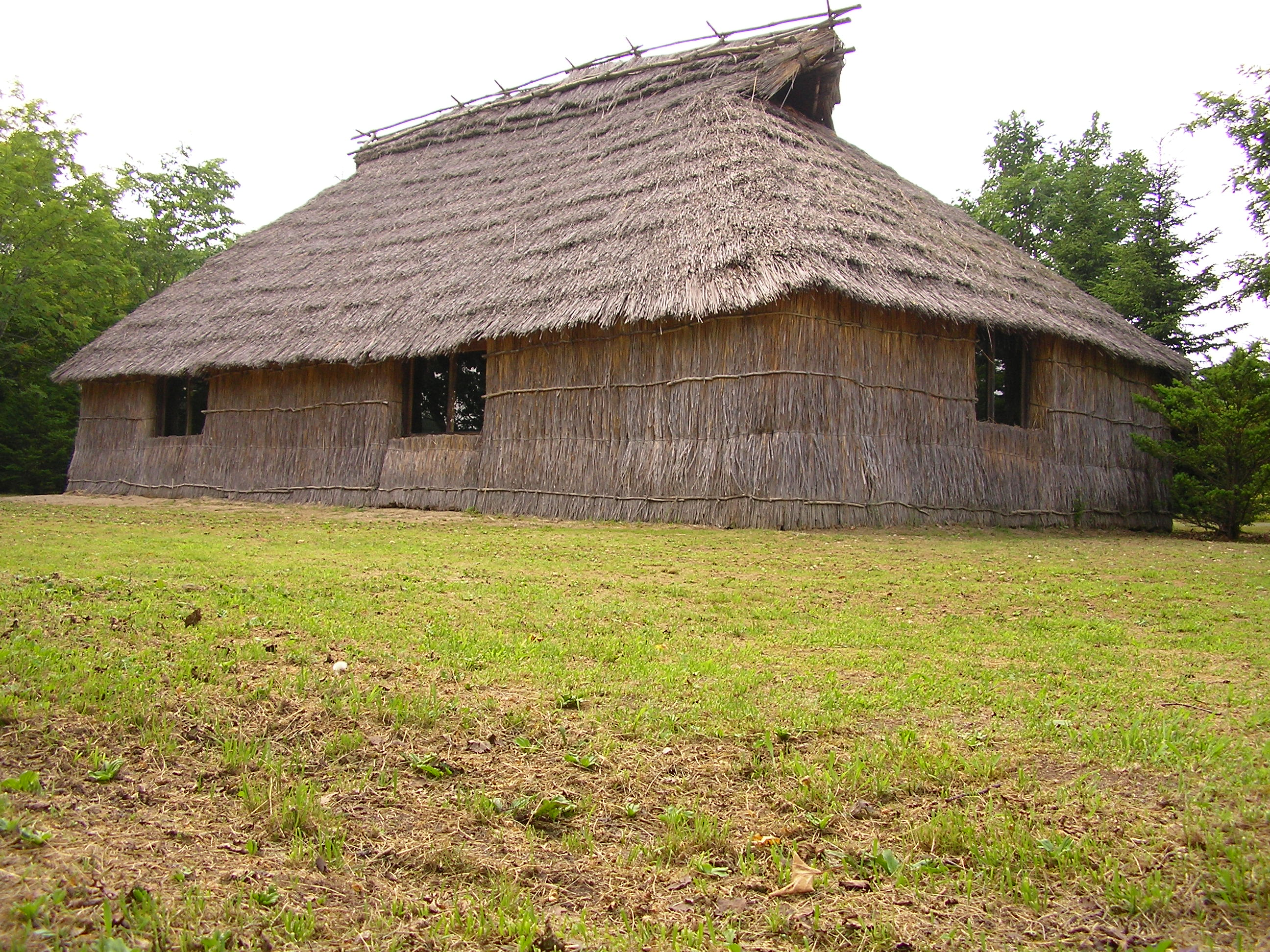
Cise (casa Ainu), muito similar às malocas indígenas.

Uma aldeia é chamada de kotan na língua ainu. Os kotan eram localizados em bacias hidrográficas e no litoral, onde era fácil de encontrar alimento, particularmente nas bacias hidrográficas de rios em que os salmões nadavam contra a corrente. Uma aldeia consistia basicamente de um clã patriarcal. O número médio de famílias era de quatro a sete, raramente chegando a mais de dez. No início dos tempos modernos, os ainus foram forçados a trabalhar nas áreas de pesca japonesas. Os kotan também os acompanharam. Como resultado, os kotan tradicionais desapareceram e grandes vilas de dezenas de famílias foram formadas em volta das áreas de pesca.
As cise (casas) de um kotan eram feitas de material vegetal, a armação à base de Syringa reticulata e Fraxinus mandshurica japônica, paredes e telhados eram feitas de bambu-anão, Junco, cascas de árvore e outros materiais. O comprimento era de leste a oeste ou paralelo a um rio. Uma casa geralmente media 7 m x 5 m com uma entrada na ponta oeste que também servia como despensa. A casa tinha três janelas, incluindo a rorun poyar, uma janela localizada no lado leste, através da qual os deuses entravam e saíam e ferramentas cerimoniais eram trazidas para dentro e levadas para fora.
Havia no centro das casas um espaço para fogueira. O lado oposto à janela leste é o assento de honra, da perspectiva deste assento o lado direito é eshiso, o esquerdo, harkiso. Somente os homens podem ocupar o lugar de honra, e visitantes mais humildes que o dono da casa tomavam este. O dono da casa e sua esposa sempre ocupam os lugares direitos, sendo que os mais importantes são os assentos esquerdos, os da direita próximos à entrada são os mais humildes.
A casa tinha uma plataforma para itens valiosos chamada de iyoykir atrás do shiso, onde eram deixados sintoko (hokai) e ikayop (aljavas).
Outras construções próximas incluíam banheiros separados para homens (ashinru) e para mulheres (menokoru), um armazém (pu) de alimentos, uma jaula para ursos jovens (heper set) e grelhas para a secagem de peixes e plantas. Um altar (nusasan) de frente para o lado leste da casa (rorunpuyar). Ali eram feitas cerimônias como o iyomante.

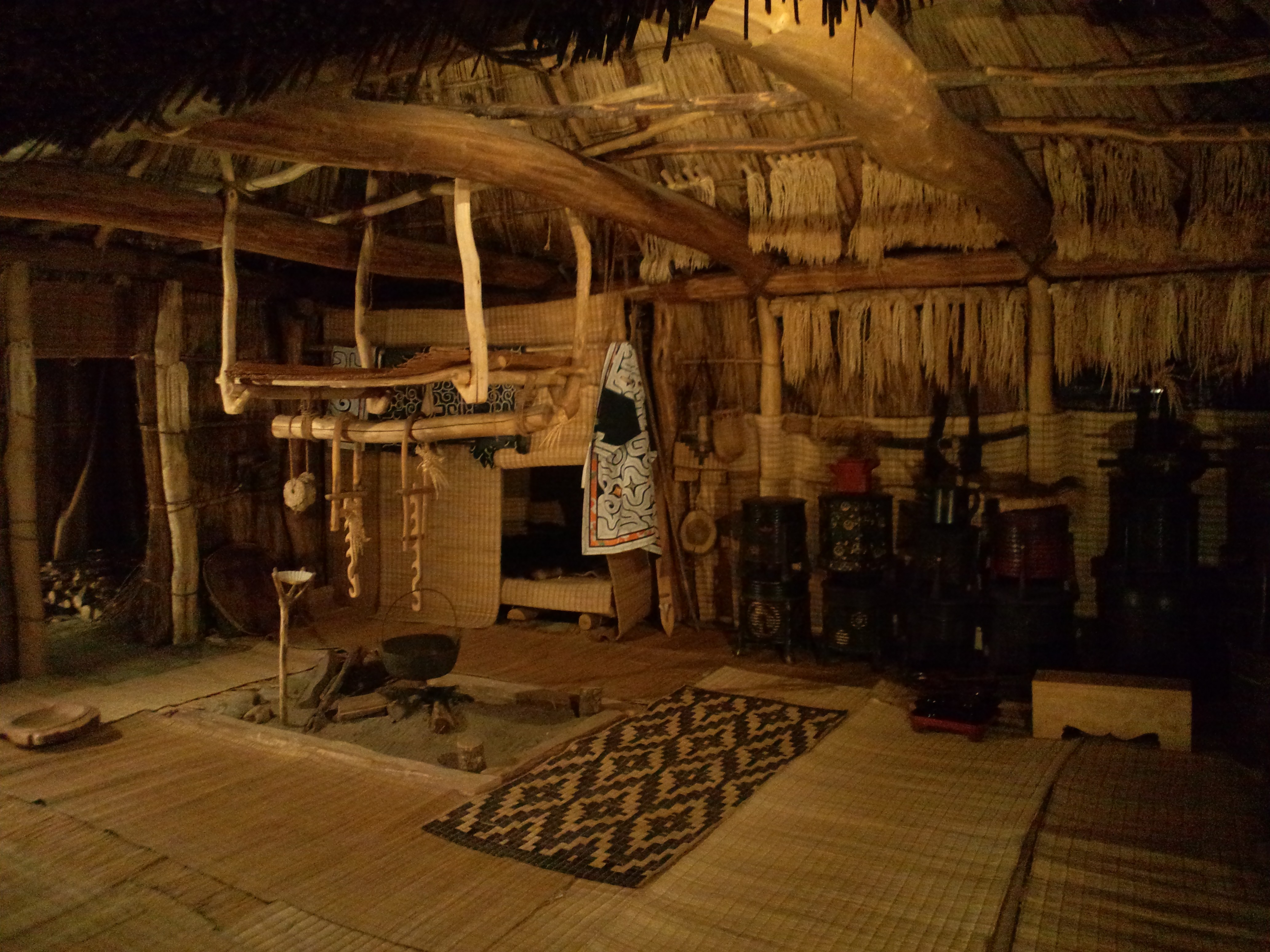
Interior de uma cise

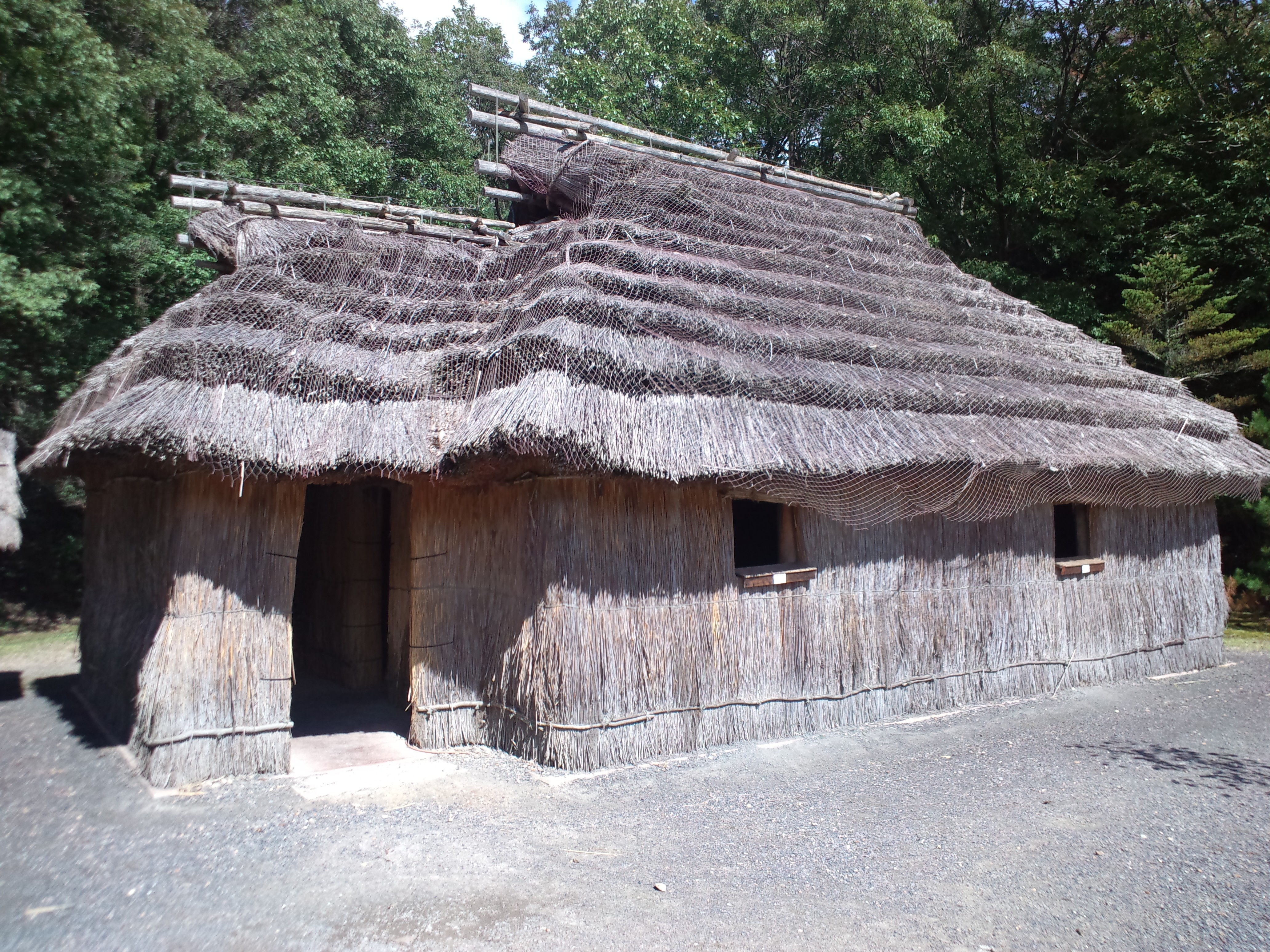

### Casamento
Observavam-se aspectos martiarcais na organização familiar ainu, as jovens eram bastante livres na escolha de seus maridos, as crianças de uma mulher herdavam bens do irmão dessa, o marido entra na família de sua esposa, os filhos mais jovens de uma mulher pertencem a seu clã, a avó é considerada o real ancestral e seus descendentes são considerados pertencentes a um clã. Os filhos de irmãos homens podem se casar, pois descendem de mães que não são parentes entre si.

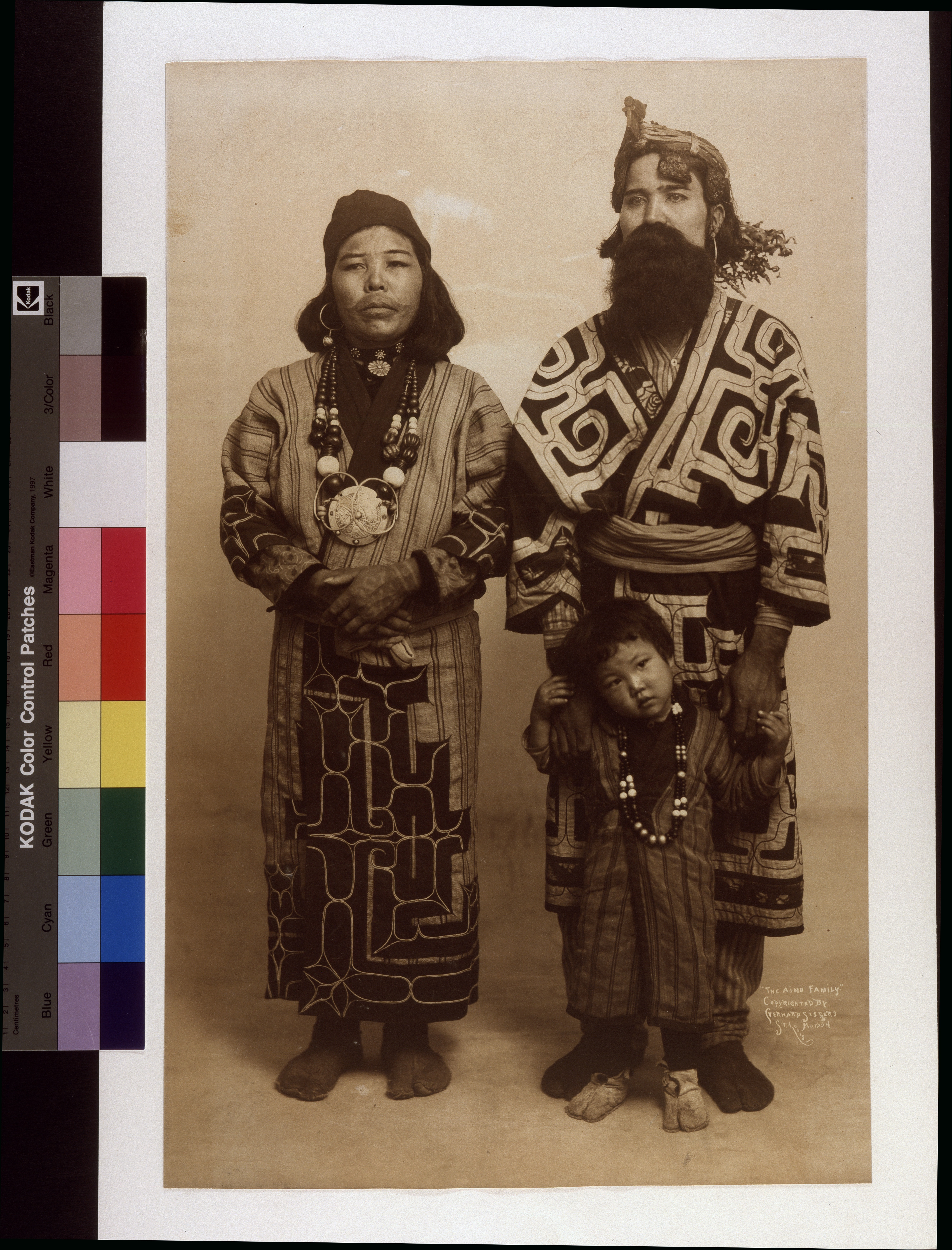
"A família ainu", fotografia feita durante a Exposição Universal de 1904

O povo ainu tinha vários tipos de casamento. Uma criança era prometida em casamento arranjado por seus pais. Os prometidos eram informados de quem seria seu cônjuge quando chegassem à idade de casar-se. Também havia casamentos baseados no consentimento mútuo de ambos os sexos. Em algumas áreas, quando uma moça chegava à idade de casar, seus pais a deixavam viver num pequeno cômodo chamado tunpu anexado à parede sul da casa. Os pais escolhiam seu parceiro entre os homens que a visitavam.
A idade ideal para o casamento era de 17 a 18 anos para homens e de 15 a 16 anos para as mulheres, que eram tatuadas. Nessas idades, ambos os sexos eram considerados adultos.
Quando um homem pedia a mão de uma mulher, ele visitava sua casa, comia a metade de uma tigela cheia de arroz dada por ela e a retornava. Se a mulher comesse o resto, significaria que ela tinha aceitado a proposta. Caso não, ela não comeria o resto do arroz e deixaria a tigela ao lado de si. Os noivos trocavam presentes quando se propunham ou quando tomavam conhecimento de seu prometimento no caso de casamentos arranjados. Ele a presenteava com uma pequena faca com punho e bainha esculpidos, uma caixa de apetrechos, um carretel e outros presentes. Ela o presenteava com roupas bordadas, proteções para as costas das mãos, perneiras e outras roupas feitas à mão.

### Tradições
O tecido gasto de roupas velhas era usada para fazer roupas de bebês, porque tecidos macios eram bons para a pele de bebês e materiais gastos os protegiam dos deuses da doença e dos demônios, que odiavam coisas sujas. Antes que um bebê fosse amamentado, uma decocção da endoderme de amieiro e das raízes de Petasites hybridus era dada a ele para liberar impurezas. As crianças cresciam praticamente nuas até as idades de quatro ou cinco anos. Mesmo quando usavam roupas, não usavam faixas, deixando a frente de suas vestes aberta. Suas roupas não eram bordadas com padrões decorativos.

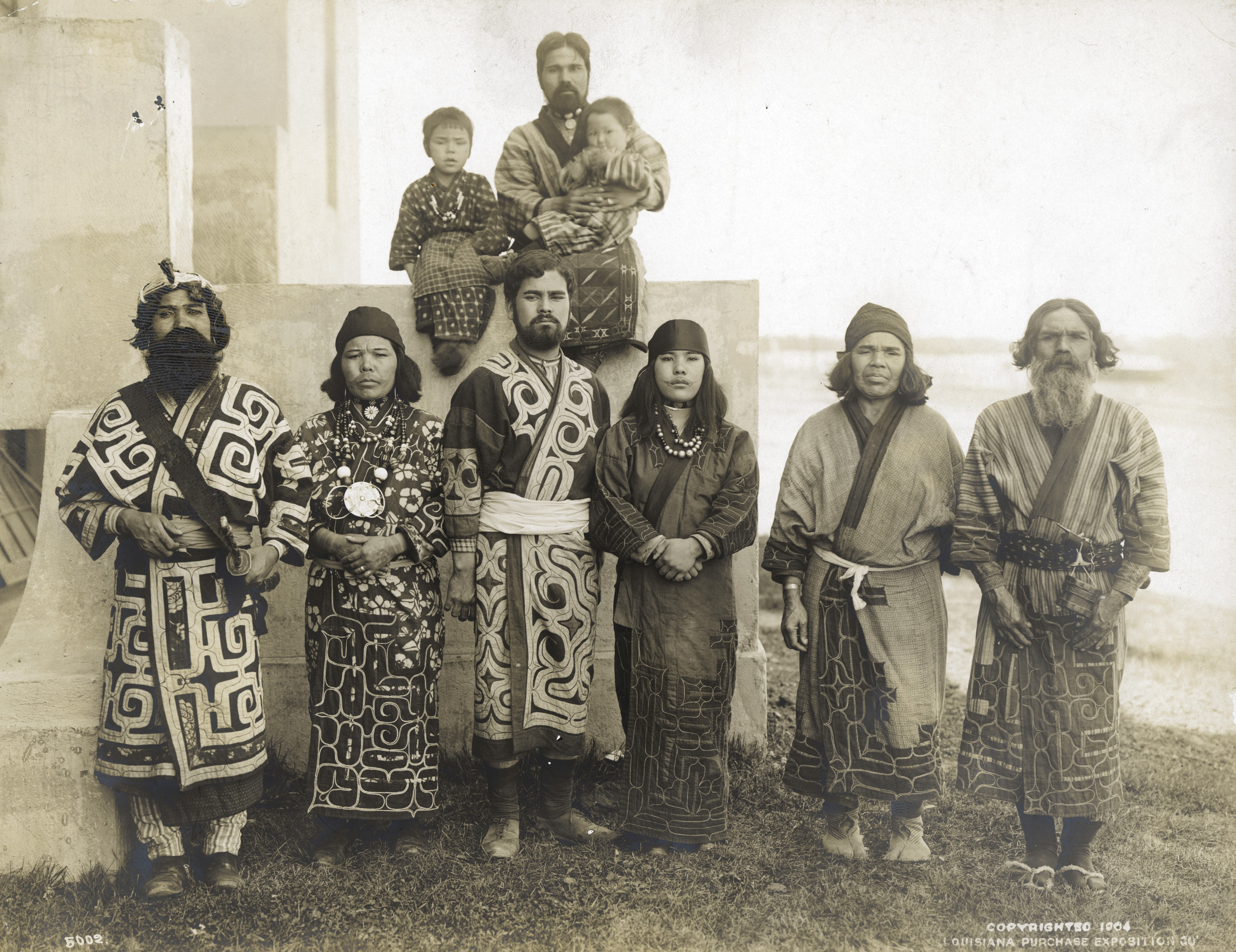
Grupo de ainus do Japão em 1904

Recém-nascidos eram chamados de ayay (o choro de um bebê),:31 shipo, poyshi (pequeno excremento), osoma (fezes), shion (excremento velho) e outros nomes de coisas repugnantes. Esses nomes temporários eram dadas às crianças para espantar os demônios e deuses da doença e eram chamadas assim até os dois ou três anos de idade. Algumas crianças recebiam seus nomes baseados em seu comportamento ou hábitos. Outras recebiam seus nomes baseados em eventos impressionantes ou nos desejos de seus pais para seu futuro. Nunca se repetia um nome quando as crianças os recebiam.
Os homens vestiam tangas por baixo de suas vestes e tinham o cabelo propriamente cortado pela primeira vez nas idades de quinze ou dezesseis. As mulheres também eram consideradas adultas nessas idades. Elas usavam roupas de baixo chamadas de mour, tinham seus cabelos cortados da maneira correta e amarravam panos chamados de raunkut e ponkut na cintura. Quando as mulheres chegavam às idades de doze ou treze, os lábios, as mãos e os braços começavam a ser tatuados. Quando chegavam às idades de quinze ou dezesseis, suas tatuagens estavam completas e elas estavam qualificadas para o casamento.

### Religião

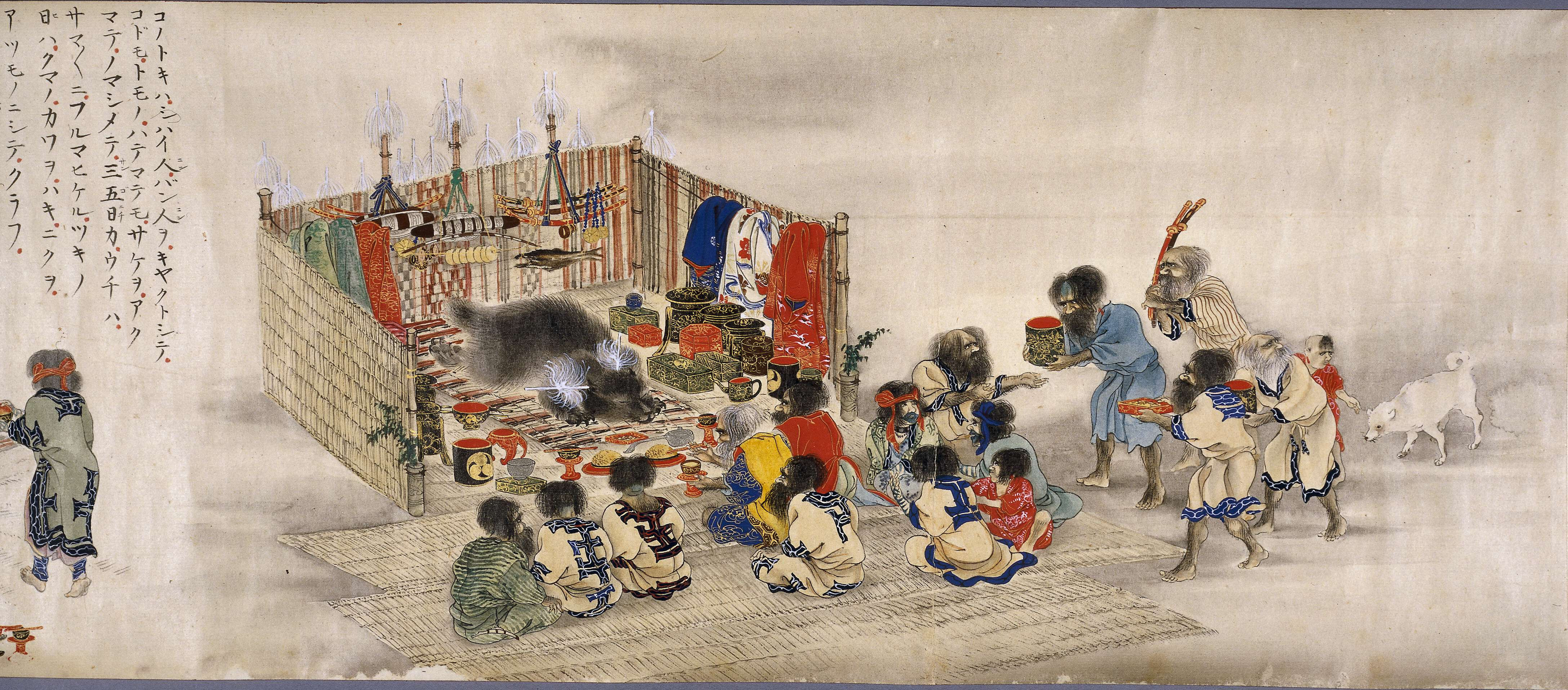
Pintura japonesa retratando ainus em 1870

Os ainu são tradicionalmente animistas, crendo que tudo na natureza possui um kamuy (espírito ou deidade) em seu interior. Os mais importantes incluem Kamuy Huci (ou Kamuy Fuchi), deusa da lareira, Kimun Kamuy (ou Kim-un Kamuy), deus dos ursos e das montanhas, e Repun Kamuy, deus do mar, da pesca e dos animais marinhos.
Os ainus não possuem sacerdotes oficiais; em vez disto, o chefe do vilarejo executa quaisquer cerimônias religiosas que forem necessárias. As cerimônias consistem em fazer libações de saquê, orações e oferendas de varas de salgueiro com aparas de madeira. Essas varas são chamadas de inaw (singular) e nusa (plural).
As varas são colocadas em um altar para "mandar de volta" os espíritos dos animais mortos em caçadas. As cerimônias para mandar ursos de volta são chamadas de Iyomante. O povo ainu agradece aos deuses antes de comer e rezam para a deidade do fogo em tempos de doença. Eles creem que os espíritos são imortais, e que seus espíritos serão recompensados ascendendo a kamuy mosir (Terra dos Deuses).
John Batchelor observou que os ainus veem o mundo como um oceano esférico no qual flutuam muitas ilhas, uma visão baseada no fato de o sol nascer no leste e se por no oeste. Ele escreveu que eles acreditam que o mundo repousa sobre as costas de um grande peixe que causa terremotos quando se move.
Os que foram assimilados pela sociedade japonesa adotaram o budismo e o xintoísmo, enquanto alguns ainus ao norte foram convertidos como membros da igreja ortodoxa russa. Há relatos de que a igreja ortodoxa russa executou projetos missionários na comunidade ainu de Sacalina. Porém, poucos indivíduos se converteram. Os convertidos eram desprezados por outros membros da comunidade ainu, sendo chamados de Nutsa Ainu (Ainu russo). Mesmo assim, relatos indicam que muitos ainus mantiveram as crenças em suas deidades antigas.

## Instituições
A maioria dos ainus de Hokkaido (e outros) são membros de um grupo chamado Hokkaidō Utari Kyōkai (北海道ウタリ協会). O grupo era originalmente administrado pelo governo para acelerar a assimilação dos ainus na sociedade japonesa. Atualmente é administrado exclusivamente pelos ainus e, em sua maior parte, opera independentemente do governo.
Outras instituições importantes incluem A Fundação para a Pesquisa e Promoção da Cultura Ainu, criada pelo governo japonês após a aprovação da Lei de Cultura Ainu em 1997, o Centro para Estudos Indígenas e Ainu da Universidade de Hokkaido, estabelecido em 2007, e vários museus e centros culturais.

## Subgrupos
- Ainus de Hokkaido: atualmente a comunidade ainu mais numerosa.[2]
- Ainus de Tóquio: resultado das migrações dos tempos modernos dos Ainu de Hokkaido.[95]
- Ainus de Tohoku: Quarenta e três casas de ainus espalhadas pela região de Tohoku foram relatadas durante o século XVII.[96] Há pessoas que se consideram descendentes dos ainus de Shimokita, enquanto habitantes da península de Tsugaru são geralmente consideradas Yamato, mas podem ser descendentes de ainus de Tsugaru após assimilação cultural.[97]
- Ainus de Sacalina: É possível que haja indivíduos puros em Hokkaido. Tanto da parte norte quanto da parte sul da ilha, um total de 841 indivíduos foram realocados para Hokkaido em 1875 pelo Japão. Apenas alguns indivíduos em áreas remotas do interior permaneceram quando a ilha foi concedida à Rússia. Mesmo quando o Japão foi concedido a Sacalina do Sul em 1905, apenas alguns poucos retornaram. O censo japonês de 1905 contou apenas 120 ainus de Sacalina (de 841 em 1875, 93 em Karafuto e 27 em Hokkaido). O censo soviético de 1926 contou 5 ainus, enquanto muitos de seus filhos multiétnicos foram contados como Nivkhs, eslavos ou Uiltas.
  - Sacalina do Norte: Apenas cinco indivíduos puros foram contados no censo soviético de 1926 na Sacalina do Norte. A maioria dos ainus de Sacalina (principalmente de áreas costeiras) foram realocados para Hokkaido em 1875 pelo Japão. Os poucos que permaneceram geralmente eram casados com russos, como consta nos trabalhos de Bronisław Piłsudski.[98]
  - Sacalina do Sul (Karafuto): Governada pelo Japão até 1945. O Japão evacuou quase todos os ainus após a Segunda Guerra Mundial. Alguns indivíduos isolados provavelmente permaneceram.[99] Em 1949, havia cerca de 100 ainus vivendo na Sacalina soviética.[100]
- Ainus das Curilas do Norte: A maioria vivia na ilha de Shumshu, com alguns outros em ilhas como Paramushir. Juntos, numeravam 221 em 1860. Tinham nomes russos, falavam a língua russa fluentemente e eram russos ortodoxos na religião. Quando as ilhas foram concedidas ao Japão, mais de cem ainus fugiram para Kamchatka juntamente com seus patrões russos (onde se assimilaram para formar a comunidade Kamchadal).[100][101] Apenas cerca de metade permaneceu sob o domínio japonês. Para "desrussificar" estes grupos, toda a população de 97 pessoas foi realocada para Shikotan em 1884, foram concedidos nomes japoneses e as crianças foram matriculadas em escolas japonesas. Diferente dos outros grupos de ainus, os das Curilas não conseguiram se adaptar aos seus novos ambientes e, em 1933, apenas dez indivíduos estavam vivos (e mais 34 indivíduos multiétnicos). O último grupo de vinte indivíduos (incluindo alguns puros) foram evacuados para Hokkaido em 1941, onde desapareceram como um grupo étnico distinto pouco depois.[98]
- Ainus das Curilas do Sul: Eram cerca de dois mil indivíduos no século XVIII. Em 1884, a população caiu para 500. Cerca de 50 indivíduos (maioria multiétnica) que permaneceram em 1941 foram evacuados para Hokkaido pelo Japão logo depois da Segunda Guerra Mundial.[100] O último Ainu das Curilas do Sul puro foi Suyama Nisaku, que morreu em 1956.[102] O último da tribo (ancestralidade parcial), Tanaka Kinu, morreu em Hokkaido, em 1973.[102]
- Ainus de Kamchatka: Deixaram de existir como um grupo étnico distinto após sua derrota em 1706 pelos russos. Foram assimilados nos grupos Kamchadal e das Curilas. Seus últimos relatos foram do século XVIII por exploradores russos.[6]
- Ainus do Vale do Rio Amur: Alguns indivíduos casados com russos e com Ulchi foram relatados por Bronisław Piłsudski no início do século XX.[103] Apenas 26 indivíduos puros foram relatados em 1926 durante o censo russo no Okrug de Nikolaevski.[104] Provavelmente foram assimilados pela população rural eslava. Apesar de ninguém atualmente se identificar como Ainu no Krai de Khabarovsk, há um grande número de Ulch com ascendência parcial Ainu.[103]